# Тенекиеният човек
„Тенекиеният човек“ (на английски: Tin Man) е минисериал в 3 части на RHI Entertainment и Sci Fi Channel от 2007 г.
Режисьор е Ник Уилинг, а сценаристи са Крейг Ван Сикъл и Стивън Лонг Митчъл. Епизодите се излъчват по Sci Fi Channel (сега Syfy) от 2 до 4 декември 2007 г. В ролите участват Зоуи Дешанел, Нийл МакДона, Алан Къминг, Раул Трухильо, Катлийн Робъртсън и Ричард Драйфус.
Сюжетът е преработка и продължение на „Вълшебникът от Оз“ с добавени елементи на фантастика и фентъзи. Сериалът, заснет с бюджет от $20 милиона, е сред най-виско оценяваните за 2007 г. и получава 9 номинации за награда Еми (вкл. за най-добър минисериал) като печели такава за грим.